# محسن مصباح
محسن مصباح فرج فيروز (مواليد 1 أكتوبر 1964) هو لاعب كرة قدم. يلعب مع منتخب الإمارات العربية المتحدة لكرة القدم. سبق له أن لعب في كأس العالم لكرة القدم مع منتخب بلاده.

## روابط خارجية
- محسن مصباح على موقع الاتحاد الدولي (مؤرشف)  (الإنجليزية)
- محسن مصباح على موقع قاعدة بيانات كرة القدم.إي يو (الإنجليزية)
- محسن مصباح على موقع ناشيونال فوتبول تيمز (الإنجليزية)